# Nordisk familjebok

"Ediția Bufniței"

Nordisk familjebok este o enciclopedie în limba suedeză publicată în patru ediții între 1876 și 1957. 
Prima ediție a fost publicată în 20 de volume între 1876 și 1899, fiind cunoscută ca "Ediția Idun" întrucăt are o imagine a zeiței Idun (Iðunn) din mitologia scandinavă pe coperta sa. 
Cea de-a doua ediție a fost publicată între 1904 și 1926 în 38 de volume, fiind cea mai extinsă enciclopedie publicată în limba suedeză.  Este cunoscută în Suedia ca Uggleupplagan, "Ediția Bufniței", deoarece are imaginea unei bufnițe pe coperta sa. 
Alte două ediții au mai fost publicate înainte de 1957.  Copyright-ul primelor două ediții a expirat și ca atare, edițiile Idun și a Bufniței sunt domeniu public. 
În 1992, Universitatea din Linköping, Suedia, a inițiat un proiect bazat pe voluntariat numit Proiectul Runeberg, al cărui scop este convertirea digitală a textelor și cărților din cultura scandinavă, ieșite de sub incidența copyright-ului.  Proiectul Runeberg este similar cu ceea ce Proiectul Gutenberg intenționează să realizeze cu orice fusese publicat în engleză anterior aplicării legilor contemporane ale copyright-ului. 
În 2001, tehnologiile digitale de copiere au devenit suficient de performante pentru a permite o digitalizare completă a primelor două ediții.  Toate cele peste 45.000 de pagini ale ambelor ediții au fost integral scanate și citite cu ajutorul tehnicii cunoscute în engleză prin acronimul OCR, Optical Character Recognition. Toate paginile sunt integral accesibile pe website-ul Proiectului Runeberg. 